# Salvaterra de Miño
Salvaterra de Miño là một đô thị trong tỉnh Pontevedra, Galicia, Tây Ban Nha.